# Ol-Jonsatjärnen
Ol-Jonsatjärnen är en sjö i Skellefteå kommun i Västerbotten och ingår i Rickleåns huvudavrinningsområde.